# Lycianthes brachyanthera
Lycianthes brachyanthera är en potatisväxtart som beskrevs av Friedrich August Georg Bitter. Lycianthes brachyanthera ingår i Himmelsögonsläktet som ingår i familjen potatisväxter. Inga underarter finns listade i Catalogue of Life.